# Sitio de pruebas nucleares Punggye-ri
El Sitio de Pruebas Nucleares Punggye-ri (en coreano: 풍계리 핵 실험 장) es el único sitio de su tipo conocido de Corea del Norte. Se encuentra en el condado de Kilju, en la provincia de Hamgyŏng del Norte. El sitio es el lugar donde se realizaron las pruebas nucleares norcoreanas de 2006, 2009, 2013, 2016 y de 2017.

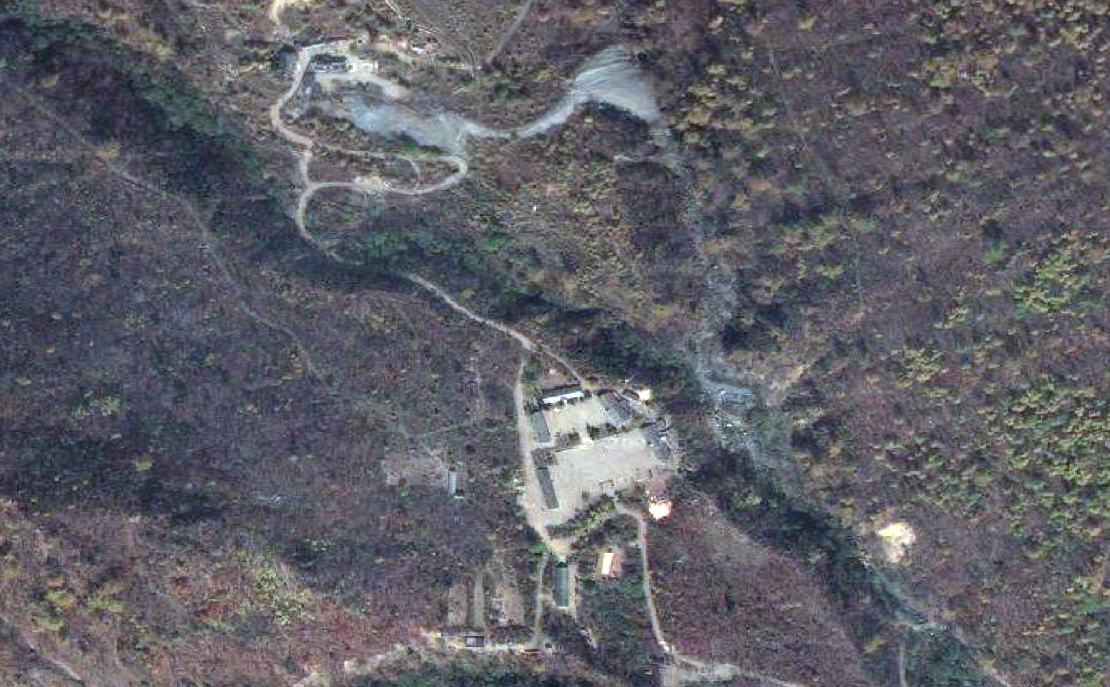
Vista aérea.

## Geografía
El sitio se encuentra en un terreno montañoso a 2 kilómetros al sur del monte Mantapsan y a 12 km al noroeste de la aldea Punggye-ri. Tiene tres entradas a los túneles visibles.
El lugar más próximo al sitio subterráneo posible es Chik-tong, un pequeño lugar poblado situado en las coordenadas 41° 16' 00" N 129° 06' 00" E. Sŭngjibaegam es un asentamiento situado a 24 kilómetros desde el sitio de la prueba de 2013. La estación de tren Punggye-ri se encuentra en las coordenadas 41.130833° N, 129.163611° E. Dicha estación permaneció cerrada 3-4 meses después de la prueba nuclear de 2006.
En enero de 2013, Google Maps se actualizó para incluir a Corea del Norte. "Nuclear Test Road" («camino de las pruebas nucleares») se encuentra cerca de la zona de prueba.
Se cree que material del sitio es de granito duro.

## Historia
El 8 de abril de 2013, Corea del Sur había observado actividad en Punggye-ri, lo que sugirió que se estaba preparando una cuarta prueba nuclear subterránea. Más tarde se creyó que la actividad de construcción de túneles que se inició en abril fue parte de un proyecto a largo plazo.
El 6 de enero de 2016, los medios estatales norcoreanos anunciaron que habían probado con éxito una bomba de hidrógeno en el lugar.
El 3 de septiembre de 2017, los medios estatales norcoreanos anunciaron que habían probado con éxito una bomba de hidrógeno en el lugar. Se estima que la potencia de la detonación termonuclear fue de unos 100 a 150 kilotones, potencialmente 10 veces mayor que la última vez.
El 10 de octubre de 2017, uno de los túneles que comunican a todo el sitio de pruebas, colapsó cobrando la vida de al menos 200 personas.